# Bad Meinberg
Bad Meinberg (bis 1903 Meinberg) ist ein Ortsteil der Stadt Horn-Bad Meinberg im Kreis Lippe, Nordrhein-Westfalen.
1933 wurde Bad Meinberg Lippisches Staatsbad. 

## Geschichte

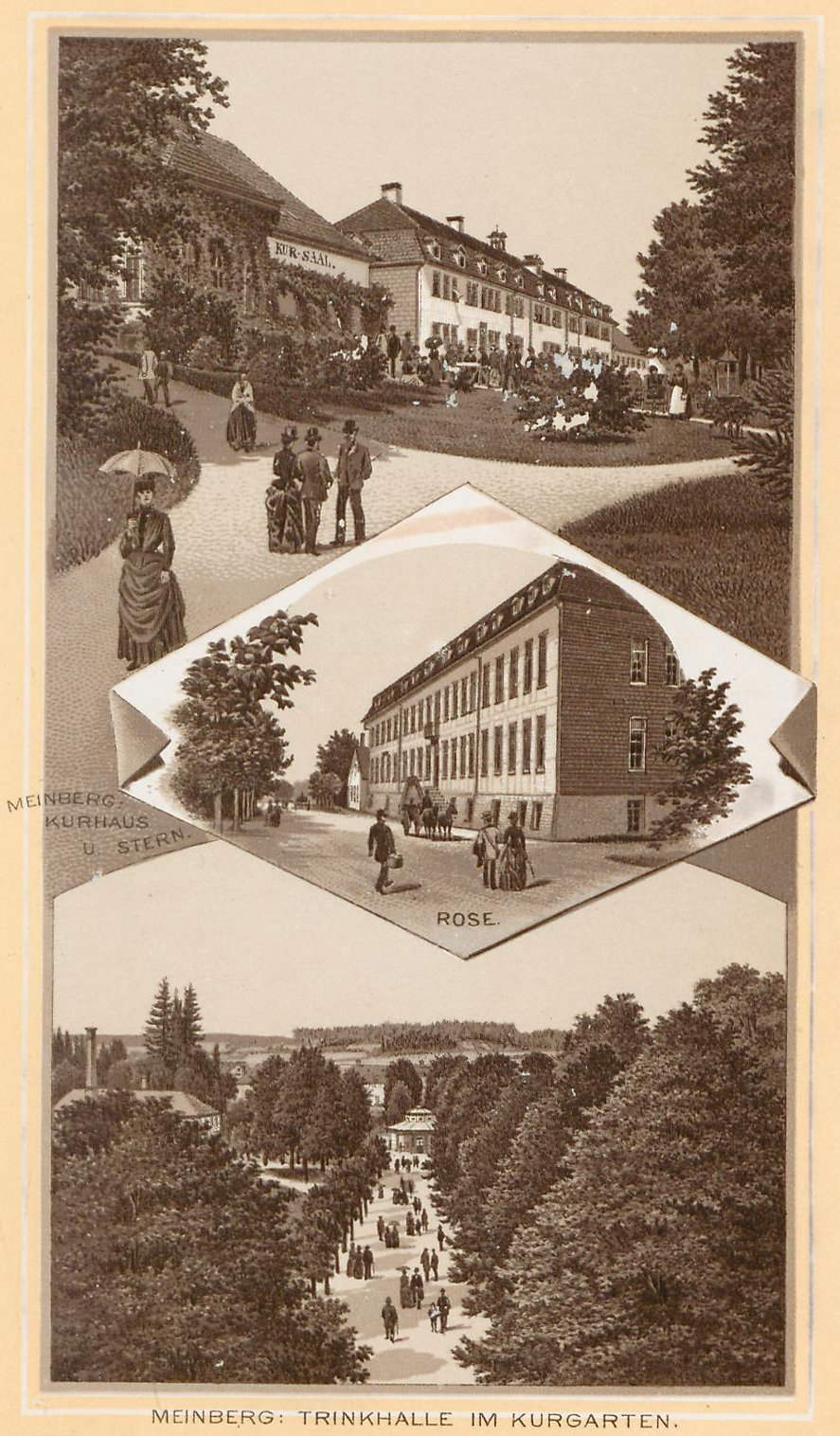
Kurhaus, Logierhaus „Stern“, Kurgarten mit Trinkhalle und Logierhaus „Rose“ um 1901

### Historie
Der Ort Meinberg wird erstmals 978 erwähnt. Unter der Bezeichnung „curia meginbergen“ wird in diesem Jahr der erst 1960 abgerissene Meierhof aufgeführt. Als Heilbad findet Meinberg dann 1676 Erwähnung, als Andreas von Keil (genannt „Cunaeus“) den Meinberger Gesundbrunnen empfiehlt. 1762 erhielt Johann Erhard Trampel (1737–1817) von Graf Simon August den Auftrag, die in Meinberg vorhandenen Quellen zu untersuchen und ein Gutachten zu erstellen. Trampel gilt als die treibende Kraft bei der Entwicklung des Bauerndorfs zum Heilbad. Er musste allerdings das Land verlassen, als sich herausstellte, dass er Mineralwasser „gepanscht“ hatte. 1767 wird Meinberg durch eine Verfügung des Grafen offiziell zum „Curort“ ernannt, in diesem Jahr wurden bereits 413 Kurgäste gezählt. Zur Unterbringung der Gäste mussten Hotels gebaut werden. Der historische Kurpark wurde 1770 angelegt. Im gleichen Jahr entstand das Logierhaus „Stern“, damals Privatbesitz von Trampel, 1775 dann das Logierhaus „Rose“ auf der gegenüberliegenden Seite des barocken Kurgartens. In den 1840ern gab es in dem Ort eine meist nur an Sonntagen während der Kurzeit geöffnete Pharo-Spielbank. Die Tischlage war auf 500 Reichstaler beschränkt, der Höchsteinsatz auf 5 Taler.
Trampel starb im Jahr 1817 im Alter von 80 Jahren in Pyrmont. Die Nachfolger von Trampel, Scherf († 1818) und anschließend Gellhaus, schufen die Grundlagen für die Schlammbadekur (heute: Moorkur), die sich in der Folgezeit als Erfolg erwies. Trotzdem dauerte es bis 1900, bis man zum ersten Mal 1000 Kurgäste in einer Saison zählte.

### 20. Jahrhundert
Seit 1903 darf sich der Ort aufgrund fürstlicher Order Bad Meinberg nennen. Das eigentliche Bad gehörte aber immer noch nicht zum Gemeindebezirk, sondern stellte einen eigenen Domanialbezirk dar. Es wurde erst 1919 dem Gemeindebezirk Bad Meinberg angeschlossen. 1933 wurde Bad Meinberg Lippisches Staatsbad.
Nach über 800-jähriger Geschichte endete 1947 die Selbstständigkeit Lippes, und es wurde Teil des neu gegründeten Landes Nordrhein-Westfalen. Als Folge der in Lippe bestehenden Verhältnisse wurde jedoch das Domanial- und Forstvermögen, zu dem auch die beiden Bäder Meinberg und Salzuflen gehörten, nicht an Nordrhein-Westfalen überführt. Zur Verwaltung dieses Vermögens wurde durch Gesetz vom 5. November 1948 der Landesverband Lippe gegründet, der seither Träger des Staatsbades ist.
Infolge steigender Kurgastzahlen gab es in den 1950er Jahren eine rege Bautätigkeit, und der Vielländerpark, Silvatikum genannt, wurde angelegt. Dadurch vergrößerte sich die gesamte Kurparkfläche in Bad Meinberg auf über 40 Hektar. Einen zweiten Bauboom bescherten die 1970er und 1980er Jahre, in denen drei große Kurkliniken am Rande des Silvatikums und das Thermalbewegungsbad entstanden. 1975 konnten fast 1 Million Übernachtungen verzeichnet werden. 1992 erreichten die Kurgastzahlen mit beinahe 38.000 den bislang höchsten Stand. Seither gingen durch die Strukturreform im Gesundheitswesen die Zahlen stark zurück, und Ende der 1990er Jahre schlossen nach und nach die drei Kurkliniken am Silvatikum. Seit Ende 2003 befindet sich dort Europas größtes Yoga-Seminarhaus Yoga Vidya.

### Eingemeindung
Am 1. Januar 1970 wurde Bad Meinberg in die neue Stadt Bad Meinberg-Horn eingegliedert. Diese wurde bereits am 10. September 1970 in Horn-Bad Meinberg umbenannt.

## Bauwerke

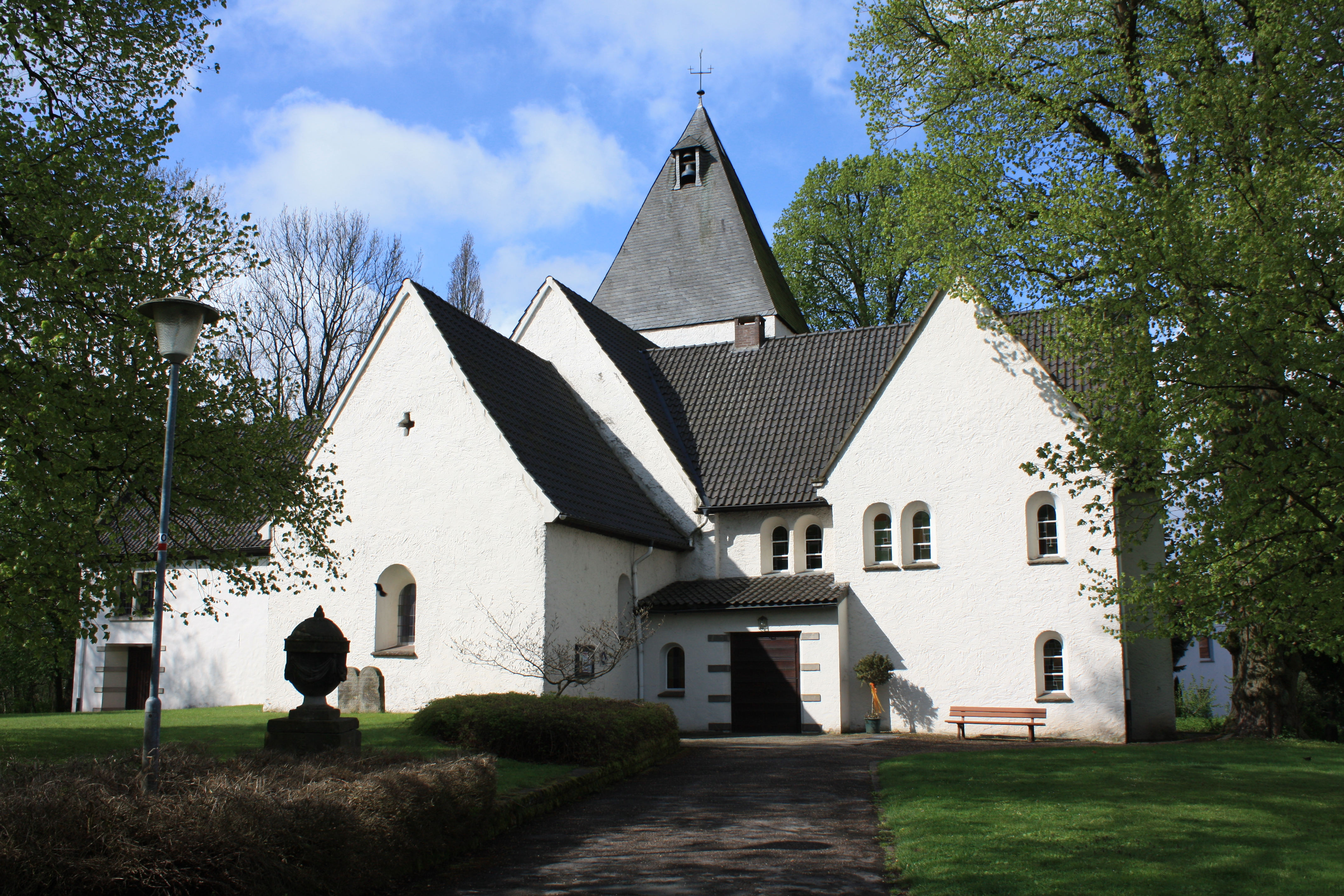
Evangelische Kirche Bad Meinberg

- Die Evangelische Kirche Bad Meinberg wurde im 12. Jahrhundert im romanischen Stil errichtet. 1541 wurde die Reformation eingeführt.
- Brunnentempel zu WeihnachtenBrunnentempel im Kurpark von 1842[6]

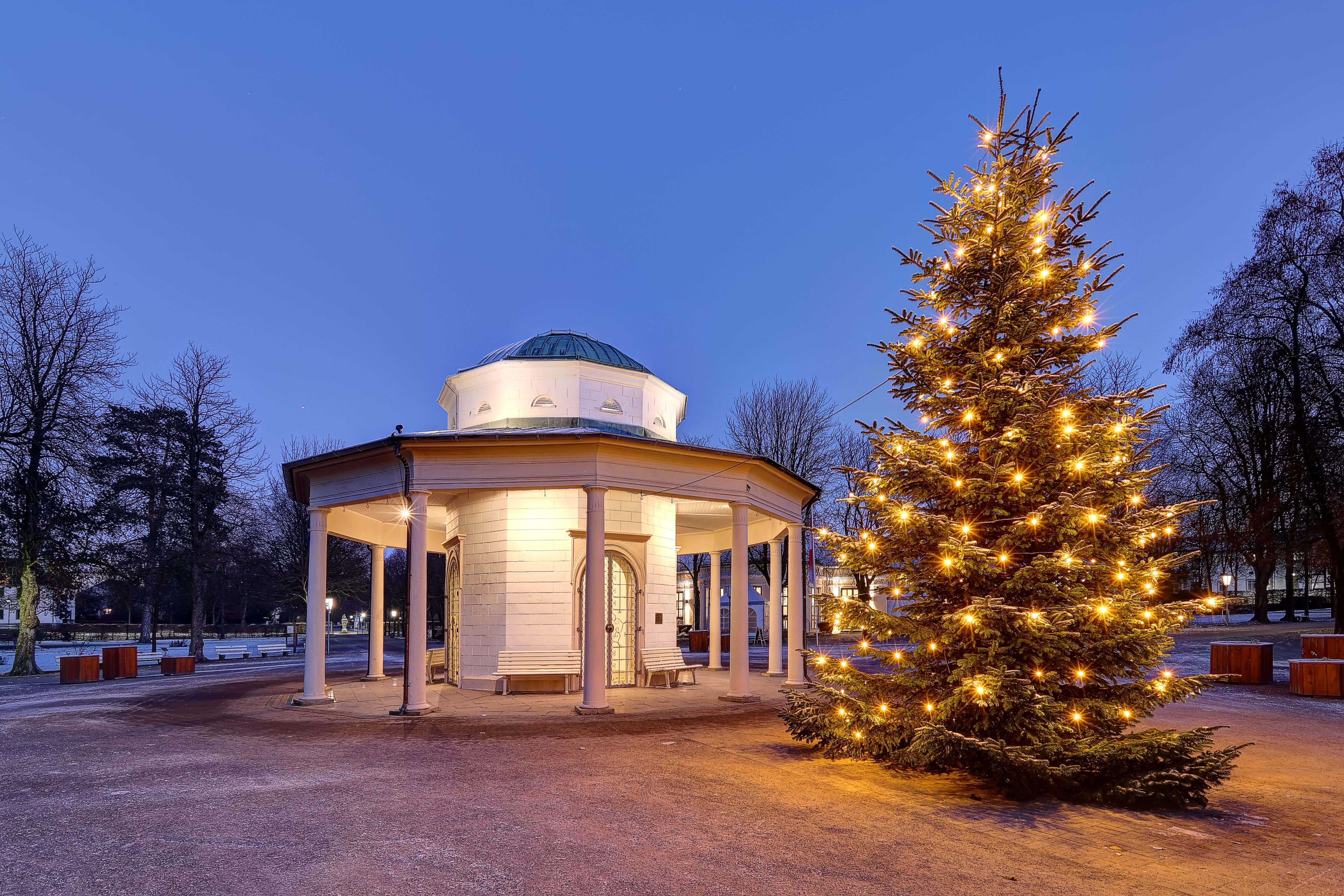
Brunnentempel zu Weihnachten

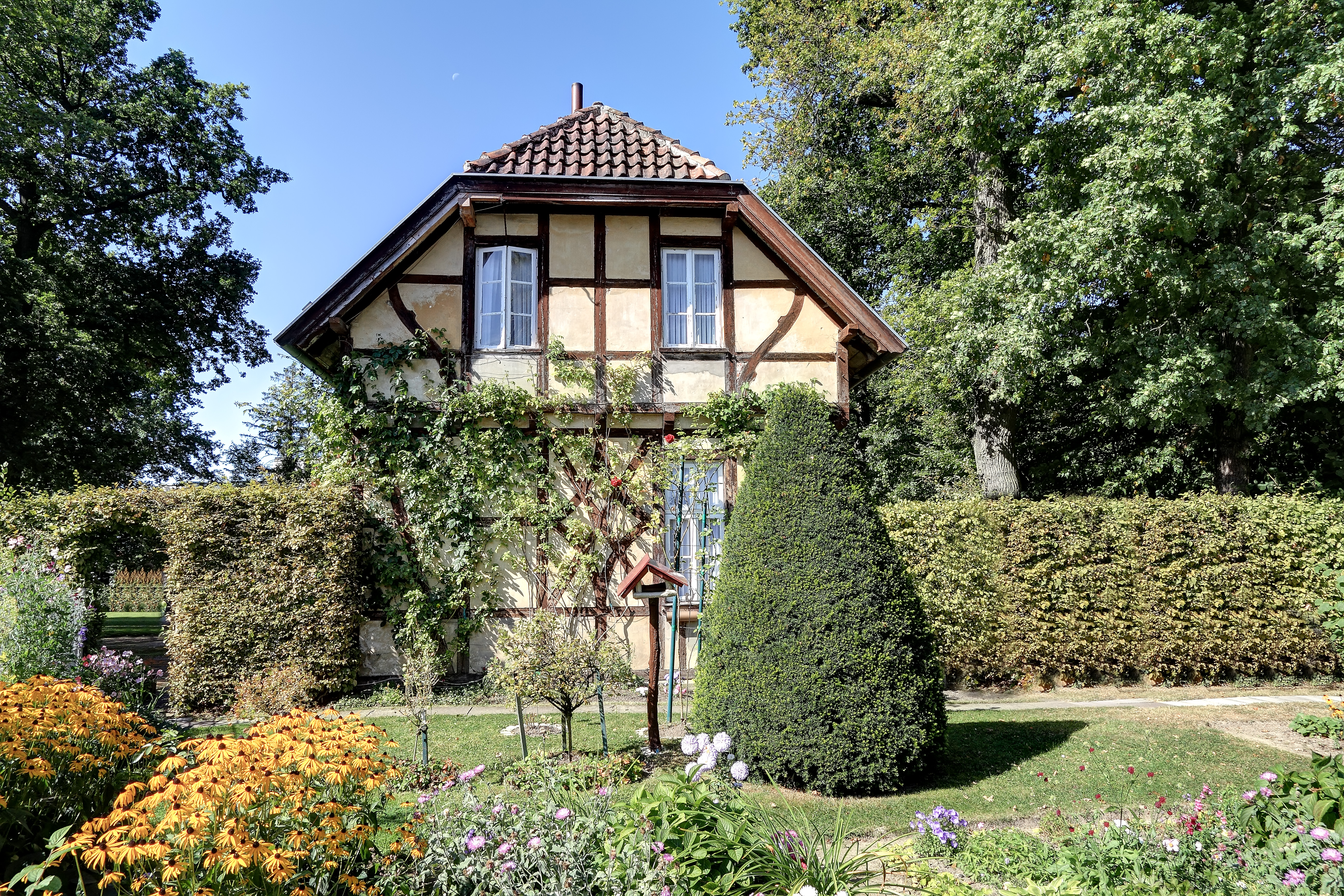
Kavaliershaus Bad Meinberg (2012)

- Kavaliershaus Bad Meinberg (2012)Das Kavaliershaus wurde im April 2023 vom Landschaftsverband Westfalen Lippe als Denkmal des Monats ausgezeichnet.[7]

## Hörfunksendungen
- Michael Hollenbach: Yogastadt Bad Meinberg, WDR 5, 23. Oktober 2015.